# Енуреза
Енуреза или невољно мокрење је поремећај у контроли бешике који се састоји у понављању мокрења током дана или ноћи у кревету или одећи, после 4 или 5 година живота, када би дете требало већ да контролише мокрење. Пошто се енуреза чешће јавља ноћу него дању, овај поремећај се чешће назива и ноћно мокрење (enuresis nocturna).

## Епидемиологија
Морбидитет
Већина деце неконтролисано мокра ноћу (enuresis nocturna, 85%), а жначајно мање у току дан (enuresis diurna, 15%). Код 10-15% деце са овим поремећајем постоји неконтролисана дефекација (enkopreza). Сметње углавном настају до пубертета.
Старост
Ноћно мокрење се јавља код:
- око 15% деце узраста од 5 година,
- око 10% деце узраста од 7 година и
- око 2% деце узраста од 15 година.

Из ових података видимо да број деце са ноћним мокрењем опада са узрастом, што се доводи у везу са сазревањем централног нервног система. 
Полне разлике
Ноћно мокрење је три пута чешће учесталије код дечака него код девојчица.

## Етиопатогенеза
OНевољно мокрење ноћу (ноћно мокрење) представља стање у којем дете, након четврте или пете године живота, не може контролисати управо започети процес мокрења у току сна, иако нема видљивих проблема у функционисању одговорних органа.
Облици
Ноћно мокрење делимо према времену настанка и времену трајања на: 
- примарно — када дете од рођења није престајало да мокри и
- секундарно — када је дете имало „суви период“ од најмање шест месеци.

Као најчешчи узроци настанка ноћног мокрења наводе се: биолошки (наследни), органски, функционални и психогени чиниоци.
Биолошки узроци — наслеђе
Биолошки узроци односе се на породичну склонст ка неконтролисаном мокрењу.Око 75% деце са енурезом има рођака првог степена који има или је имао исти поремећај током детињства.
Органски узроци
Органски узроци укључују постојање поремећаја уринарног тракта. Органски узроци могу бити: 
- оштећење доњег дела кичмене мождине,
- урођене малформације генитоуринарног тракта,
- инфекција уринарног тракта,
- шећерна болест

Функционални узроци
Најважнији функционални узроци који доводе до стања ноћног мокрења су:
- дубок (тврд) сан,
- мали капацитет бешике,
- затвор,
- преосетљивост на одређене врсте хране и пића,
- повећана производња мокраће

Психогени узроци
Психолошки узроци настанка ноћног мокрења су уско повезани са структуром личности енуретичног детета, његовим навикама, психодинамиком породице, али и са дешавањима у непосредној околини детета, која могу да буду „покретачки механизам“ (енгл. trigger) који доводи до појаве ноћног умокравања. Из претходног можемо веома лако закључити да следећи психолошки разлози могу да проузрокују стање ноћног мокрења: хиперактивност (АДХД синдром), Стрес, хабитуална полидипсија (пијење из навике) и стимулисање негативног понашања.

## Дијагноза
Дијагноза енурезе се поставља, ан сонову анамнезе, ако се неконтролисано мокрење јавља редовно (барем двапут недељно) током дужег периода (пар месеци).
У дијагностици неопходно је искључити органска обољења уротракта и централног нервног система, које обухвата и уродинамско испитивање.

## Лечење
Лечење се састоји из три дела:
- Спровођење дијететско-хигијенског режима живљења и поштовања општих правила третмана,
- Спровођење вежби за матурацију ЦНС, релаксацију, стабилизовање пажње, развијање имагинације,
- Примена медикаментозне терапије.

Током лечења потребно је много стрпљења са родитељима који су обично врло забринути за своју децу.

## Прогноза
Прогноза енурезе је у највећем броју случајева повољна јер престаје током одрастања, односно, деца је прерасту до пуберета.  